# SM-62 Snark
Northrop SM-62 Snark là tên lửa hành trình liên lục địa kiểu đời đầu, nó có thể mang đầu đạn nhiệt hạch loại W39. SM-62 được Bộ chỉ huy không quân chiến lược, không quân Hoa Kỳ triển khai từ năm 1958 tới năm 1961. Snark được đặt theo tên của nhân vật "snark" của tác giả Lewis Carroll.